# ニューステートメナー
ニューステイトメナー（New State Manor）は、東京都渋谷区代々木2丁目23-1に存在する住居、貸事務所、商業施設の複合ビルディングである。

## 概要
ニューステイトメナーのエントランスホールには様々なサービスを提供してくれるコンシェルジュカウンターがあり、防犯も24時間有人管理でセキュリティが保たれている。敷地内にはコインパーキング・コインランドリー・カフェ・コンビニエンスストア・スーパーマーケット・宅配便などの施設が揃っている。
- 設計：日建設計
- 施行：東海興業
- 用途地域：商業地域
- 管理会社：大和ライフネクスト
- 鉄骨鉄筋コンクリート構造（SRC）地上14階地下1階建
- 1976年（昭和51年）5月竣工 [1] [3] [4] [5]
- 敷地面積：8,715.37㎡（登記面積）
- 床面積：36,312.85㎡
- 総戸数：892戸[1] [3]

## 主な入居者
- タイムズ駐車場（タイムズニューステイトメナー）
- セブンイレブン（渋谷代々木2丁目店）
- 日本サービス・流通労働組合連合
- ヤマト運輸（代々木2丁目センター）
- 西濃運輸（ビジネスセンター代々木二丁目店）
- ムーブマン
- N高等学校
- まいばすけっと（新宿駅南店）
- 代々木 花カフェ
- スマートリクルーティング
- キャリアジャパン
- アーバンライフ
- 手しおごはん玄（新宿南口店）

## アクセス
都営地下鉄大江戸線・新宿線・京王線新宿駅：A1出口から直結している新宿マインズタワーの西向かいに位置している。
JR新宿駅：新南改札から新宿サザンテラスを進んでウエストデッキを渡るとすぐに到着する。
- 都営地下鉄大江戸線 新宿駅 徒歩3分　（経路案内）
- 都営地下鉄新宿線 新宿駅 徒歩3分　（経路案内）
- 京王線・京王新線 新宿駅 徒歩3分　（経路案内）
- JR中央線・山手線 新宿駅 徒歩6分　（経路案内）
- JR総武線・山手線 代々木駅 徒歩5分　（経路案内）
- 小田急小田原線 南新宿駅 徒歩4分　（経路案内）
- 東京メトロ丸ノ内線 新宿三丁目駅 徒歩10分　（経路案内）
- 都営地下鉄大江戸線 都庁前駅 徒歩15分　（経路案内）
- 西武鉄道新宿線 西武新宿駅 徒歩17分　（経路案内）

## 特撮撮影舞台
ニューステイトメナーが特撮テレビドラマの撮影の舞台として使用された。
『ジャッカー電撃隊（第11話　13ジャックポット!! 燃えよ! 友情の炎）』（1977年6月25日放映）
『東映スパイダーマン（第37話　地獄からの密使 えん魔大王）』（1979年2月7日放映）

## アニメ舞台
ニューステイトメナーがアニメの舞台として使用された。
『青春ブタ野郎はおでかけシスターの夢を見ない』（2023年6月23日劇場公開）　…　通信制高校

## 民泊利用
住居部は2016年頃を中心に賃借人による民泊経営が盛んであった。渋谷区の調べでは全892戸中100戸前後が民泊として貸し出されてしまい「世界一の民泊密集物件」「東京の重慶大厦（チョンキンマンション）」とも呼ばれていた。しかし、2018年6月15日に民泊新法（住宅宿泊事業法）が施行されて以降は、「規約」でも禁止され民泊の届出は1件も行われておらず、民泊は実施されていない。現在も一掃されており、警備員の見回り等により民泊が発覚した場合は、違約金などが発生する状況にある。

## 管理会社変更
2019年に管理会社の変更が管理組合の総会で正式に可決され、管理会社が太平ビルサービスにかわり大和ライフネクストに変更された。

## 出世マンション
近隣物件より賃料が安く、初期の事務所立ち上げに利用される方が多い物件で、ここから飛躍的に大きくなっていった会社も多く、「出世マンション」などとも言われている。

## 掲載文献
- 『近代建築』 1976年8月号 p.30[4]
- 『レジャー産業資料』 1976年1月号 p.9[5]
- 『誰も教えてくれなかった中古ワンルームマンション投資の秘密』 2011年 p.71[3]
- 『東京タイムスリップ1984⇔2023』 2023年[14][15]

## ギャラリー

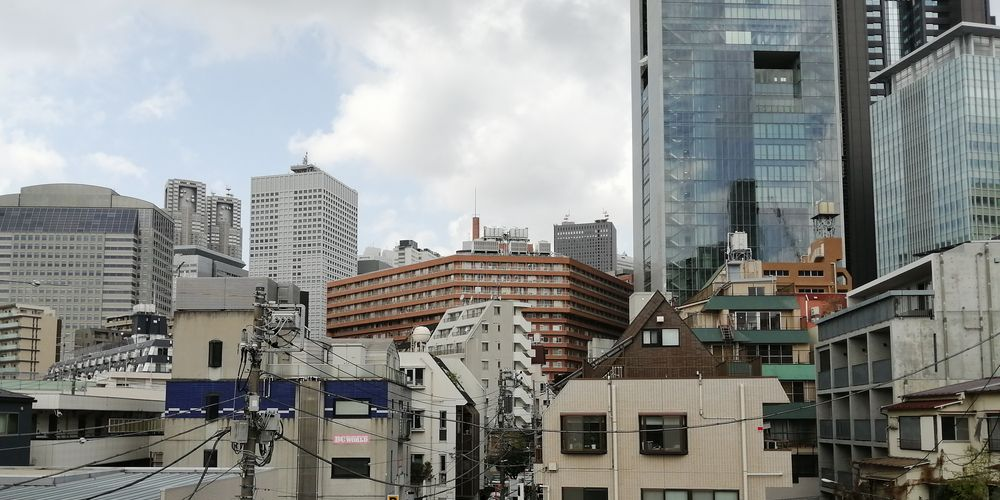
南新宿駅から望む。
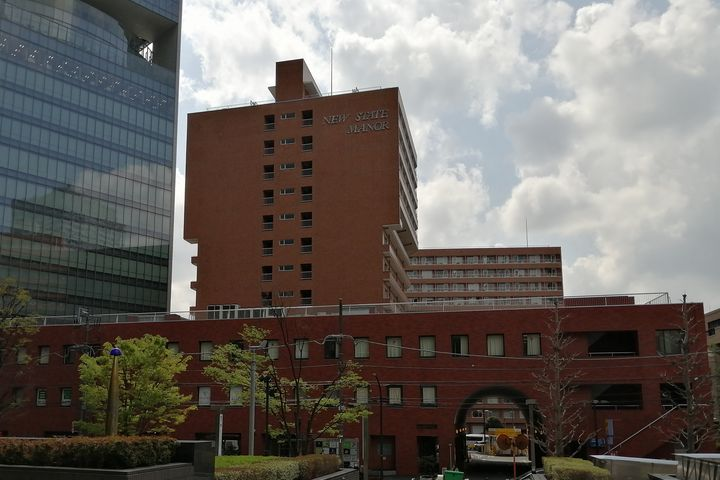
北東側。トンネル状の部分が出入口。
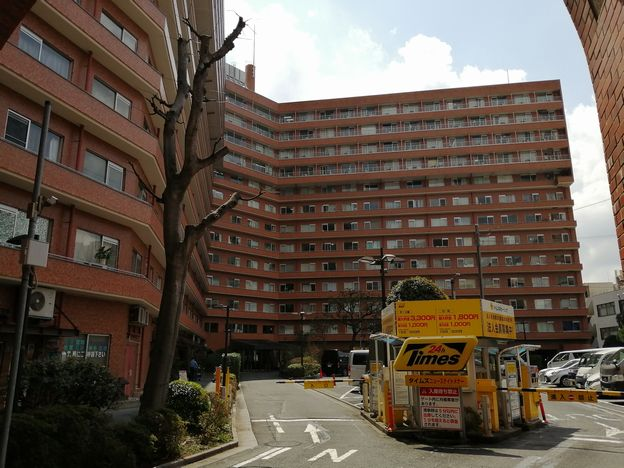
出入口から中を見る。
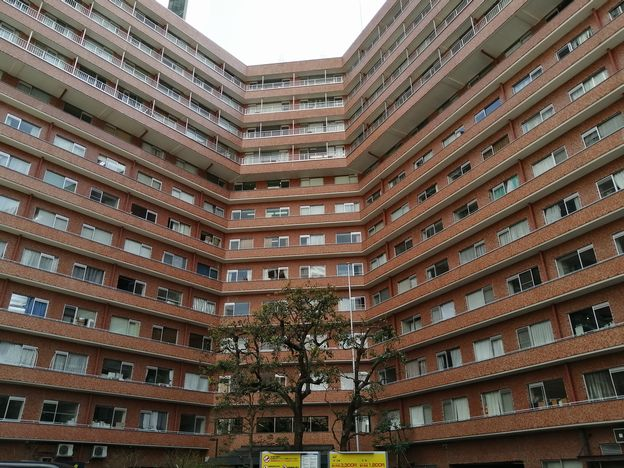
北西側。
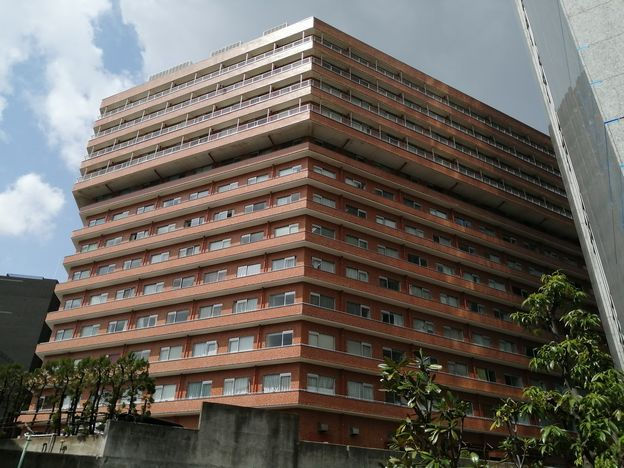
南東側。
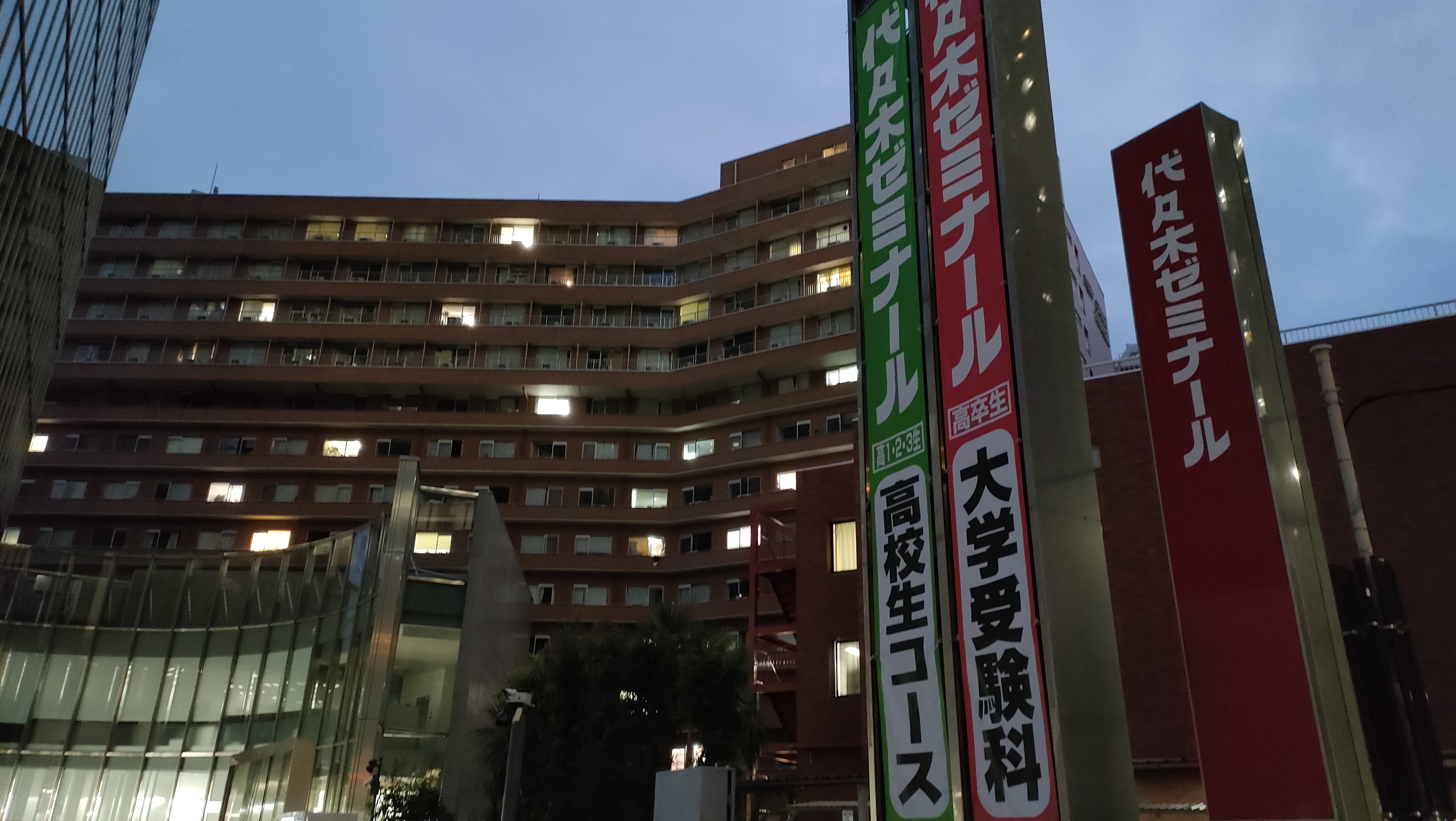
南側。

## 近隣施設
- 北 - ファミール新宿グランスィートタワー
- 東 - 新宿マインズタワー
- 南 - 代々木ゼミナール本部校代ゼミタワー
- 西 - オープンレジデンシア新宿ザ・ハウス(2028年度完成予定)